# Горлицкое
Горлицкое (укр. Горлицьке) — село,
Софиевский сельский совет,
Новониколаевский район,
Запорожская область,
Украина.
Код КОАТУУ — 2323685902. Население по переписи 2001 года составляло 65 человек.

## Географическое положение
Село Горлицкое находится в 3-х км от правого берега реки Верхняя Терса, на расстоянии в 1,5 км от села Садовое.
По селу протекает пересыхающий ручей с запрудой.

## История
- 1925 год — дата основания как село Шамрайка.
- 9 февраля 1978 года — Верховный Совет УССР своим постановлением переименовал село Шамрайка в Горлицкое.